# Río Toro (Turbio)
El río Toro es un curso natural de agua que nace en la cordillera de los Andes en la Región de Coquimbo y desemboca en el río Turbio (Elqui).

## Trayecto
El Río Toro drena la zona nororiente de la cuenca del Elqui y sus principales tributarios son el estero Tambo el que cambia de denominación a Río Vacas Heladas y los ríos Malo y Toro Muerto.: 69 
Al final de su trayecto el río se une con el río La Laguna para formar el río Turbio que llevará sus aguas al río Elqui.

## Caudal y régimen
El informe de la Dirección General de Aguas concluye que "todas las estaciones fluviométricas muestran un régimen nival y presentan sus menores caudales en el mismo período". Y continua, "Corresponde íntegramente a toda la hoya hidrográfica del río Elqui, incluyendo sus principales afluentes: río Claro, estero Derecho, río Cochiguaz, río Turbio, río La Laguna y río Del Toro. En todos estos cauces se observa un régimen nival, con los mayores caudales entre noviembre y febrero en años húmedos. En años secos los caudales tienden a ser más uniformes a lo largo del año, sin mostrar variaciones importantes. El período de estiaje ocurre en meses de invierno, en el trimestre dado por los meses de junio, julio y agosto.": 54 

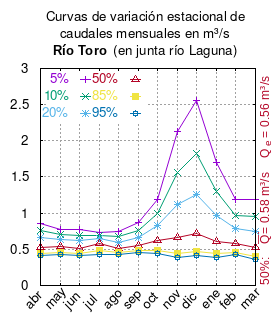
Curvas de variación estacional del río Toro antes de junta con el río La Laguna, donde se forma el río Turbio.

El caudal del río (en un lugar fijo) varía en el tiempo, por lo que existen varias formas de representarlo. Una de ellas son las curvas de variación estacional que, tras largos periodos de mediciones, predicen estadísticamente el caudal mínimo que lleva el río con una probabilidad dada, llamada probabilidad de excedencia. La curva de color rojo ocre (con {\displaystyle {\color {Red}\vartriangle }}) muestra los caudales mensuales con probabilidad de excedencia de un 50%. Esto quiere decir que ese mes se han medido igual cantidad de caudales mayores que caudales menores a esa cantidad. Eso es la mediana (estadística), que se denota Qe, de la serie de caudales de ese mes. La media (estadística) es el promedio matemático de los caudales de ese mes y se denota {\displaystyle {\overline {Q}}}. 
Una vez calculados para cada mes, ambos valores son calculados para todo el año y pueden ser leídos en la columna vertical al lado derecho del diagrama. El significado de la probabilidad de excedencia del 5% es que, estadísticamente, el caudal es mayor solo una vez cada 20 años, el de 10% una vez cada 10 años, el de 20% una vez cada 5 años, el de 85% quince veces cada 16 años y la de 95% diecisiete veces cada 18 años. Dicho de otra forma, el 5% es el caudal de años extremadamente lluviosos, el 95% es el caudal de años extremadamente secos. De la estación de las crecidas puede deducirse si el caudal depende de las lluvias (mayo-julio) o del derretimiento de las nieves (septiembre-enero).

## Historia
Francisco Solano Asta-Buruaga y Cienfuegos, en su obra póstuma Diccionario Geográfico de la República de Chile, se refiere expresamente al río, pero sin darle una entrada propia:
Toro (Baños del).-—Aguas minerales entre las sierras de los Andes del departamento de Elqui. Están situados por los 29° 47' Lat. y 70º 09' Lon. en una honda quebrada estrecha de escarpadas márgenes porfíricas que sirve de cauce á un pequeño riachuelo del mismo nombre de Toro que corre hacia el S. á desembocar en la derecha del Río Turbio del mismo departamento, como á 20 kilómetros al SE. del lugarejo de Guanta, distando hacia el NE. de este punto de 25 á 30. Allí brotan en el fondo de la quebrada, á la altitud de 3,248 metros, cuatro chorros casi juntos de esta agua, cuya temperatura varía entre 26 y 36 grados del centígrado, alcanzando aún á 60 en uno de ellos. Sus aguas pertenecen, según el profesor Domeyko, á la clase de las cloruradas y contienen cloruros de sodio y de calcio, sulfato y carbonato de cal, óxido de hierro y alumina, magnesia y sílice.
La siguiente es la del río Turbio:
Río Turbio.-—Riachuelo mediano del interior de los Andes en el departamento de Elqui, de poco mayor caudal y de más largo curso que los del Río Claro, con el cual se junta en la inmediación al O. del pueblo de Ribadavia para dar principio al río Coquimbo. Su principal corriente de agua proviene de una pintoresca laguna, rodeada de agrias y áridas sierras y vecina al SE. de un vasto cerro de 5,170 metros de altitud que se halla sobre la línea anticlinal de los mismos Andes por los 30º 29' Lat. y 70º 14' Lon. y que por su proximidad á ella denominan volcán de la Laguna ó de Elqui. Al salir dicha corriente de ese receptáculo, que recoge los derrames del noroeste del volcán y los del norte del contrafuerte que éste despide al poniente, se dirige al NNO. hasta Guanta y de aquí hacia el SO. hasta su confluencia con el Río Claro, corriendo con un desnivel de 4 á 5 por 100 estrechada entre altos ribazos. Del sur recibe principalmente el arroyo de la quebrada de Ingagua que desemboca en su izquierda poco más al E. de la aldea de Guanta, pero por su derecha le entran varios otros más ó menos pequeños, que vienen de las vertientes de la sierra de Doña Ana sobre los límites del nordeste y norte de su propio departamento, de los cuales los más notables son, siguiendo su curso, el riachuelo del Toro que contiene los baños termales de este nombre, el de los Piuquenes, de Gualata, Tilo, Guanta y Pucalemu. Se encuentran también, en el mismo orden, entre sus estrechas riberas los parajes del Tilo, de Guanta, Chapilca, Totoralillo y Varillar. Á lo largo del Río Turbio y rodeando la dicha laguna, va el camino para la Repúpublica Argentina.

## Población, economía y ecología
En su cuenca se encuentran las termas aguas de Toro.